# Historiequizzen
Historiequizzen var et quizprogram, der blev sendt på DR K fra foråret 2013 indtil 2019 med temaet historie. I de første tre sæsoner var professor i historie på Københavns Universitet Ulrik Langen vært. Fra sæson fire frem til sæson ni havde Adrian Hughes værtsrollen. Deltagerne var skiftende historikere og arkæologer, dog var Kåre Johannessen, Trine Halle og Cecilie Nielsen gennemgående i alle ni sæsoner. Programmet blev sendt i skiftende antal afsnit pr. sæson, og det første havde premiere 3. april 2013. Første afsnit i anden sæson blev sendt 21. august 2013 og tredje sæson startede 16. april 2014. Fjerde sæson startede 4. februar 2015. Anden sæson havde i gennemsnit 65.000 seere. Femte sæson havde premiere 7. oktober 2015, sjette sæson havde premiere 9. november 2016 og syvende sæson havde premiere den 8. februar 2017. Ottende og niende sæson havde premiere hhv. 24. januar 2018 og 23. januar 2019.
Quizzen foregik på forskellige danske museer og historiske bygninger som Nationalmuseet, Tøjhusmuseet og Rigsarkivet og omhandlede genstande fra museernes samlinger. De første tre sæsoner havde en titel som spørgsmålene relaterede sig til, og fra fjerde sæson havde spørgsmålet relation til stedet de var i. Genstandene var bl.a. historiske dokumenter som Unionsbrevet fra Kalmarunionen, støbeforme, militæruniformer og våben.
Programmet var blandt de mest sete på DR K, og nogle afsnit havde over 100.000 seere.
Med medieforlige i 2019, hvor DR K blev opslugt af DR2 ophørte Historiequizzen sammen med en lang række andre kulturprogrammer fra kanalen. Offentliggørelsen af lukningen blev der organiseret en online underskriftindsamling for at få programmet tilbage.

## Medvirkende
|          | Sæsoner              | Sæsoner              | Sæsoner                  | Sæsoner                  | Sæsoner                  | Sæsoner                  | Sæsoner                  | Sæsoner                  | Sæsoner                  | Profession og uddannelse                                                                                           |
| 1.       | 2.                   | 3.                   | 4.                       | 5.                       | 6.                       | 7.                       | 8.                       | 9.                       |                          | Profession og uddannelse                                                                                           |
| -------- | -------------------- | -------------------- | ------------------------ | ------------------------ | ------------------------ | ------------------------ | ------------------------ | ------------------------ | ------------------------ | --- |
| Vært     | Ulrik Langen         | Ulrik Langen         | Ulrik Langen             |                          |                          |                          |                          |                          |                          | Professor i historie, forfatter                                                                                    |
| Vært     |                      |                      |                          | Adrian Hughes            | Adrian Hughes            | Adrian Hughes            | Adrian Hughes            | Adrian Hughes            | Adrian Hughes            | Journalist |
| Deltager | Trine Halle          | Trine Halle          | Trine Halle              | Trine Halle              | Trine Halle              | Trine Halle              | Trine Halle              | Trine Halle              | Trine Halle              | Historiker, tidl. Museet for Søfart i Helsingør, nu Magasin du Nord Museum                                         |
| Deltager | Kåre Johannessen     | Kåre Johannessen     | Kåre Johannessen         | Kåre Johannessen         | Kåre Johannessen         | Kåre Johannessen         | Kåre Johannessen         | Kåre Johannessen         | Kåre Johannessen         | Historiker, forfatter, tidl. museuminspektør på Middelaldercentret ved Nykøbing Falster, nu selvstændig historiker |
| Deltager | Cecilie Nielsen      | Cecilie Nielsen      | Cecilie Nielsen          | Cecilie Nielsen          | Cecilie Nielsen          | Cecilie Nielsen          | Cecilie Nielsen          | Cecilie Nielsen          | Cecilie Nielsen          | Historiker, tv-vært på DR                                                                                          |
| Deltager | Rasmus Dahlberg      | Rasmus Dahlberg      | Rasmus Dahlberg          |                          |                          |                          |                          |                          |                          | Historiker |
| Deltager | Palle Roslyng-Jensen | Palle Roslyng-Jensen | Palle Roslyng-Jensen     |                          |                          |                          |                          |                          |                          | Lektor i historie på Københavns Universitet                                                                        |
| Deltager | Iben Vyff            |                      |                          |                          |                          |                          |                          |                          |                          | Historiker på Aarhus Universitet                                                                                   |
| Deltager | Barbara Zalewski     | Barbara Zalewski     | Barbara Zalewski         |                          |                          |                          |                          |                          |                          | Forfatter og foredragsholder                                                                                       |
| Deltager |                      |                      | Kitt Boding-Jensen       | Kitt Boding-Jensen       |                          |                          |                          |                          |                          | Etnolog og museumsinspektør på Den Gamle By                                                                        |
| Deltager |                      |                      | Jakob Danneskiold-Samsøe | Jakob Danneskiold-Samsøe | Jakob Danneskiold-Samsøe | Jakob Danneskiold-Samsøe | Jakob Danneskiold-Samsøe | Jakob Danneskiold-Samsøe | Jakob Danneskiold-Samsøe | Historiker og foredragsholder                                                                                      |
| Deltager |                      |                      |                          | Christian Donatzky       | Christian Donatzky       | Christian Donatzky       | Christian Donatzky       | Christian Donatzky       | Christian Donatzky       | Historiker |
| Deltager |                      |                      |                          | Hanne Fabricius          | Hanne Fabricius          | Hanne Fabricius          | Hanne Fabricius          | Hanne Fabricius          | Hanne Fabricius          | Arkæolog og foredragsholder                                                                                        |
| Deltager |                      |                      |                          | Lise Gerda Knudsen       |                          |                          |                          |                          |                          | Historiker og overinspektør på Den Fynske Landsby                                                                  |
| Deltager |                      |                      |                          | Klaus Larsen             |                          |                          |                          |                          |                          | Forfatter og journalist for Ugeskrift for Læger                                                                    |
| Deltager |                      |                      |                          | Martin Sejr Nielsen      |                          |                          |                          |                          |                          | Historiker og anset ved Vesthimmerlands Museum                                                                     |
| Deltager |                      |                      |                          | Mads Thernøe             |                          |                          |                          |                          |                          | Historiker og museumsinspektør ved Kroppedal Museum                                                                |
| Deltager |                      |                      |                          | Allan Mylius Thomsen     |                          |                          |                          |                          |                          | Journalist og forfatter                                                                                            |
| Deltager |                      |                      |                          |                          | Morten Hahn-Pedersen     | Morten Hahn-Pedersen     | Morten Hahn-Pedersen     | Morten Hahn-Pedersen     |                          | Historiker |

## Koncept

### Den oprindelige quiz
To historikere på hvert hold dyster på viden om historie. Der blev givet ét point for at svare rigtigt på et spørgsmål.
Første runde valgte holdende på skift én genstand hvortil, der er knyttet et spørgsmål.
Anden runde var en "hurtigrunde", hvor der blev stillet et spørgsmål, som deltagerne skulle svare på ved at markere med en klokke. Ved et forkert svar gik spørgsmålet over til det andet hold, som kunne svare på det. Der blev stillet fire spørgsmål.
I tredje runde blev der valgt en genstand, som det modstanderholdet fik et spørgsmål om. Herefter fulgte endnu fire hurtige spørgsmål, hvor der blev markeret med klokken for at svare. Holdende valgte herefter genstande igen, som de selv fik spørgsmål om.
Finalerunden skulle begge hold gætte et tal (et årstal, et antal etc.), der relaterede sig til en bestemt genstand præsenteret af værten. Det hold, der kom tættest på tallet vandt pointet.

### Den Nye Historiequiz
Efter tredje sæson blev Historiequizzen relanceret. Ulrik Langen blev erstattet med Adrian Hughes som vært, og lokationerne i hele fjerde sæson var forskellige hver gang. Programmet blev lanceret som "Den Nye Historiequiz" og indeholdt flere nye deltagere. Kun Kåre Johannessen, Trine Halle og Cecilie Nielsen var med fra de tidligere sæsoner. Hvert hold blev vist rundt på de forskellige museer og fik spørgsmål enkeltvis, ligesom det ses i eksempelvis Hammerslag. Holdene blev først til sidst samlet for at få den endelige stilling. I alt blev der stillet seks spørgsmål. I små intermezzoer mellem spørgsmålene blev vist historiske billede og illustrationer med information med relation til episodens lokation. Seerne kunne svare med på spørgsmålene på Facebook under programmet.
I forbindelse med historiemessen Historiske Dage i København var Hughes i Aftenshowet sammen med Maria Helleberg. Her blev de udfordret af værten Mark Stokholm til at deltage i en historiequiz, hvor der i optagelser med Kåre Johannessen blev stillet tre spørgsmål til gæsterne i studiet. På Historiske Dage deltog Kåre Johannessen og Hanne Fabricius i en live-udgave af Historiequizzen foran publikum d. 15. marts, hvor de blev stillet spørgsmål om Øksnehallen, hvor messen foregik.
Femte sæson havde premiere d. 7. oktober 2015. Det sidste afsnit var et juleafsnit, der blev sendt d. 25. december. Det var blev optaget på Frilandsmuseet i Lyngby i Fjellerup Østergård. Ved Historiske Dage i foråret 2016 lavede man en liveudgave af programmet, ligesom året før.
Sjette sæson startede 9. november 2016, og i denne sæson blev der lavet et specialafsnit kaldet Religionsquizzen i forbindelse med DRK's serie 1000 års tro. Det blev optaget i Roskilde Domkirke. Sæson blev afsluttet 28. december.
Syvende sæson havde premiere den 8. februar 2017, og sidste afsnit blev sendt den 9. april. Ved Historiske Dage gentog man traditionen med at lave en liveudgave. Denne gang medvirkede Trine Halle, Kaare Johannesen, Christian Donatzky og Hanne Fabricius. Afsnittet, der blev sendt d. 20. februar, var DRK's mest sete denne uge med 95.000 seere.

## Sæsoner
Vinder

     Taber

     Uafgjort

### Sæson 1
| Nr | Titel                | Sendt første gang | Sted           | Hold et                               | Hold to                              | Slutstilling |
| 1  | Krigens Bløde Udstyr | 3. april 2013     | Tøjhusmuseet   | Barbara Zalewski Rasmus Dahlberg      | Cecilie Nielsen Palle Roslyng-Jensen | 6-8          |
| 2  | Etikette             | 10. april 2013    | Nationalmuseet | Barbara Zalewski Palle Roslyng-Jensen | Trine Halle Kåre Johannessen         | 6-5          |
| 3  | Tro                  | 17. april 2013    | Nationalmuseet | Iben Vyff Palle Roslyng-Jensen        | Trine Halle Kåre Johannessen         | 6-7          |
| 4  | Jagt og Fritid       | 1. maj 2013       | Tøjhusmuseet   | Barbara Zalewski Rasmus Dahlberg      | Cecilie Nielsen Palle Roslyng-Jensen | 6-6          |
| 5  | Kroppen              | 8. maj 2013       | Nationalmuseet | Barbara Zalewski Palle Roslyng-Jensen | Trine Halle Kåre Johannessen         | 8-4          |
| 6  | Ufrihed              | 15. maj 2013      | Nationalmuseet | Iben Vyff Palle Roslyng-Jensen        | Trine Halle Kåre Johannessen         | 7-8          |
| 7  | Den Danske Jens      | 22. maj 2013      | Tøjhusmuseet   | Barbara Zalewski Rasmus Dahlberg      | Cecilie Nielsen Palle Roslyng-Jensen | 8-4          |
| 8  | Lørdag aften         | 29. maj 2013      | Nationalmuseet | Barbara Zalewski Palle Roslyng-Jensen | Trine Halle Kåre Johannessen         | 6-6          |
| 9  | Danmarks Dokumenter  | 5. juni 2013      | Rigsarkivet    | Barbara Zalewski Palle Roslyng-Jensen | Trine Halle Kåre Johannessen         | 8-3          |
| 10 | Laster               | 13. juni 2013     | Rigsarkivet    | Barbara Zalewski Palle Roslyng-Jensen | Trine Halle Kåre Johannessen         | 9-3          |

### Sæson 2
| Nr | Titel                 | Sendt første gang  | Sted                     | Hold et                               | Hold to                         | Slutstilling |
| 1  | Sex og Sundhed        | 21. august 2013    | Den Gamle By             | Barbara Zalewski Palle Roslyng-Jensen | Trine Halle Kåre Johannessen    | 8-6          |
| 2  | Hallo Hallo           | 28. august 2013    | Danmarks Tekniske Museum | Barbara Zalewski Palle Roslyng-Jensen | Cecilie Nielsen Rasmus Dahlberg | 9-4          |
| 3  | Arbejd Arbejd         | 4. september 2013  | Den Gamle By             | Barbara Zalewski Palle Roslyng-Jensen | Trine Halle Kåre Johannessen    | 7-4          |
| 4  | Tilbage til fremtiden | 11. september 2013 | Danmarks Tekniske Museum | Barbara Zalewski Palle Roslyng-Jensen | Cecilie Nielsen Rasmus Dahlberg | 6-8          |
| 5  | Barndommen            | 18. september 2013 | Den Gamle By             | Barbara Zalewski Palle Roslyng-Jensen | Trine Halle Kåre Johannessen    | 5-7          |
| 6  | Sagen Genåbnet        | 25. september 2013 | Rigsarkivet              | Barbara Zalewski Palle Roslyng-Jensen | Trine Halle Kåre Johannessen    | 5-9          |
| 7  | Hvad er det?          | 2. oktober 2013    | Danmarks Tekniske Museum | Barbara Zalewski Palle Roslyng-Jensen | Cecilie Nielsen Rasmus Dahlberg | 5-5          |
| 8  | Hjem Kære Hjem        | 9. oktober 2013    | Den Gamle By             | Barbara Zalewski Palle Roslyng-Jensen | Trine Halle Kåre Johannessen    | 9-5          |
| 9  | Rejser                | 16. oktober 2013   | Danmarks Tekniske Museum | Barbara Zalewski Palle Roslyng-Jensen | Cecilie Nielsen Rasmus Dahlberg | 7-7          |
| 10 | Jul i Den Gamle By    | 23. december 2013  | Den Gamle By             | Barbara Zalewski Palle Roslyng-Jensen | Trine Halle Kåre Johannessen    | 5-7          |

### Sæson 3
| Nr | Titel                             | Sendt første gang | Sted                                     | Hold et                               | Hold to                               | Slutstilling |
| 1  | Påske                             | 16. april 2014    | Frilandsmuseet (Stadager forsamlingshus) | Barbara Zalewski Palle Roslyng-Jensen | Trine Halle Rasmus Dahlberg           | 6-0          |
| 2  | Lokummet brænder                  | 23. april 2014    | Københavns Museum                        | Barbara Zalewski Rasmus Dahlberg      | Trine Halle Kåre Johannessen          | 4-3          |
| 3  | Fællesskab                        | 30. april 2014    | Frilandsmuseet (Stadager forsamlingshus) | Barbara Zalewski Palle Roslyng-Jensen | Trine Halle Cecilie Nielsen           | 3-5          |
| 4  | Byen Vokser                       | 7. maj 2014       | Københavns Museum                        | Barbara Zalewski Cecilie Nielsen      | Kåre Johannessen Palle Roslyng-Jensen | 3-5          |
| 5  | Klæder Skaber Folk                | 14. maj 2014      | Frilandsmuseet (Stadager forsamlingshus) | Barbara Zalewski Palle Roslyng-Jensen | Trine Halle Cecilie Nielsen           | 6-5          |
| 6  | Tiggere, tænkere og trækkerdrenge | 21. maj 2014      | Københavns Museum                        | Barbara Zalewski Palle Roslyng-Jensen | Trine Halle Kåre Johannessen          | 4-4          |
| 7  | Dus med dyrene                    | 28. maj 2014      | Frilandsmuseet (Stadager forsamlingshus) | Barbara Zalewski Palle Roslyng-Jensen | Trine Halle Rasmus Dahlberg           | 3-8          |
| 8  | Byens Lys                         | 4. juni 2014      | Københavns Museum                        | Barbara Zalewski Trine Halle          | Kåre Johannessen Palle Roslyng-Jensen | 6-1          |
| 9  | Industriens Vugge                 | 11. juni 2014     | Frilandsmuseet (Stadager forsamlingshus) | Barbara Zalewski Palle Roslyng-Jensen | Trine Halle Rasmus Dahlberg           | 5-5          |
| 10 | Mad & Drikke                      | 18. juni 2014     | Frilandsmuseet (Stadager forsamlingshus) | Barbara Zalewski Palle Roslyng-Jensen | Trine Halle Rasmus Dahlberg           | 5-3          |

### Sæson 4
| Nr | Sendt første gang | Sted                | Blåt hold                                   | Rødt hold                             | Slutstilling |
| 1  | 4. februar 2015   | Medicinsk Museion   | Trine Halle Klaus Larsen                    | Lise Gerde Knudsen Christian Donatzky | 6-5          |
| 2  | 11. februar 2015  | Politimuseet        | Trine Halle Christian Donatzky              | Kåre Johannessen Hanne Fabricius      | 4-3          |
| 3  | 18. februar 2015  | Nationalbanken      | Kitt Boding-Jensen Mads Thernø              | Hanne Fabricius Cecilie Nielsen       | 5-4          |
| 4  | 25. februar 2015  | Christiansborg Slot | Martin Sejr Nielsen Trine Halle             | Kåre Johannessen Hanne Fabricius      | 3-4          |
| 5  | 4. marts 2015     | Sankt Petri Kirke   | Hanne Fabricius Jakob Danneskiold-Samsøe    | Lise Gerde Knudsen Christian Donatzky | 4-6          |
| 6  | 11. marts 2015    | Hofteatret          | Trine Halle Christian Donatzky              | Kåre Johannessen Cecilie Nielsen      | 3-2          |
| 7  | 18. marts 2015    | Carlsberg           | Hanne Fabricius Allan Mylius Thomsen        | Trine Halle Christian Donatzky        | 1-2          |
| 8  | 25. marts 2015    | Mosede Fort         | Jakob Danneskiold Samsøe Kitt Boding-Jensen | Kåre Johannesen Mads Thernøe          | 4-3          |

### Sæson 5
| Nr | Sendt første gang | Sted                                        | Blåt hold                            | Rødt hold                                 | Slutstilling                             |
| 1  | 7. oktober 2015   | Rosenborg Slot                              | Kåre Johannessen Hanne Fabricius     | Trine Halle Christian Donatzky            | 4-5                                      |
| 2  | 14. oktober 2015  | Københavns Universitet                      | Kåre Johannessen Hanne Fabricius     | Trine Halle Christian Donatzky            | 6-3                                      |
| 3  | 21. oktober 2015  | Sønderborg Slot                             | Kåre Johannessen Hanne Fabricius     | Trine Halle Christian Donatzky            | 8-7                                      |
| 4  | 28. oktober 2015  | Nyhavn                                      | Cecilie Nielsen Morten Hahn-Pedersen | Trine Halle Hanne Fabricius               | 3-4                                      |
| 5  | 4. november 2015  | Vega                                        | Cecilie Nielsen Christian Donatzky   | Trine Halle Kåre Johannessen              | 3-3 (Blåt hold vandt på ekstraspørgsmål) |
| 6  | 11. november 2015 | Dybbøl                                      | Kåre Johannessen Hanne Fabricius     | Trine Halle Christian Donatzky            | 3-2                                      |
| 7  | 18. november 2015 | De Kongelige Stalde og Slotskirken          | Kåre Johannessen Hanne Fabricius     | Trine Halle Christian Donatzky            | 4-5                                      |
| 8  | 25. november 2015 | Frimurerordenen                             | Kåre Johannessen Hanne Fabricius     | Trine Halle Christian Donatzky            | 9-8                                      |
| 9  | 2. december 2015  | Frøslevlejren                               | Kåre Johannessen Hanne Fabricius     | Trine Halle Jakob Danneskiold-Samsøe      | 7-7                                      |
| 10 | 9. december 2015  | Frederiksstaden                             | Kåre Johannessen Trine Halle         | Cecilie Nielsen Christian Donatzky        | 7-8                                      |
| 11 | 25. december 2015 | Jul på Frilandsmuseet (Fjellerup Østergård) | Kåre Johannessen Hanne Fabricius     | Trine Halle Christian Donatzky            | 5-6                                      |
| 12 | 29. december 2015 | Frederiksborg slot                          | Trine Halle Kåre Johannessen         | Cecilie Nielsen Jakob Danneskiold-Samsøe. | 5-5 (Rødt hold vandt på ekstraspørgsmål) |
| 13 | 30. december 2015 | Københavns universitet II                   | Lise Gerda Knudsen Mads Thernøe      | Hanne Fabricius Jakob Danneskiold-Samsøe  | 6-5                                      |
| 14 | 31.december 2015  | Københavns rådhus                           | Hanne Fabricius Kåre Johannessen     | Cecilie Nielsen Christian Donatzky        | 3-2                                      |

### Sæson 6
| Nr | Sendt første gang | Sted                                               | Blåt hold                            | Rødt hold                                | Slutstilling                             |
| 1  | 9. november 2016  | Det Kongelige Teater                               | Trine Halle Kåre Johannessen         | Cecilie Nielsen Christian Donatzky       | 3-5                                      |
| 2  | 16. november 2016 | Svendborg Fattiggård                               | Kåre Johannessen Hanne Fabricius     | Trine Halle Christian Donatzky           | 6-6 (Blåt hold vandt på ekstraspørgsmål) |
| 3  | 23. november 2016 | Stevnsfortet                                       | Cecilie Nielsen Kåre Johannessen     | Trine Halle Christian Donatzky           | 2-1                                      |
| 4  | 30. november 2016 | Korsbæk                                            | Trine Halle Morten Hahn-Pedersen     | Kåre Johannessen Hanne Fabricius         | 3-2                                      |
| 5  | 7. december 2016  | Davids Samling                                     | Trine Halle Christian Donatzky       | Cecilie Nielsen Kåre Johannessen.        | 4-4 (Rødt hold vandt på ekstraspørgsmål) |
| 6  | 14. december 2016 | Horsens Statsfængsel                               | Trine Halle Jakob Danneskiold-Samsøe | Hanne Fabricius Kåre Johannessen.        | 5-5 (Rødt hold vandt på ekstraspørgsmål) |
| 7  | 14. december 2016 | Roskilde Domkirke (i forbindelse med 1000 års tro) | Kåre Johannessen Trine Halle         | Jakob Danneskiold-Samsøe Hanne Fabricius | 4-3                                      |
| 8  | 28. december 2016 | Regensen                                           | Kåre Johannessen Hanne Fabricius     | Trine Halle Jakob Danneskiold-Samsøe     | 4-4 (Rødt hold vandt på ekstraspørgsmål) |
| 9  | 29. december 2016 | Koldinghus                                         | Kåre Johannessen Hanne Fabricius     | Trine Halle Christian Donatzky           | 5-4                                      |

### Sæson 7
| Nr | Sendt første gang | Sted                         | Blåt hold                          | Rødt hold                                | Slutstilling |
| 1  | 8. februar 2017   | Thorvaldsens Museum          | Hanne Fabricius Christian Donatzky | Kåre Johannessen Trine Halle             | 2-1          |
| 2  | 15. februar 2017  | Kronborg Slot                | Hanne Fabricius Kåre Johannessen   | Christian Donatzky Trine Halle           | 5-3          |
| 3  | 22. februar 2017  | Sct. Hans Hospital           | Christian Donatzky Cecilie Nielsen | Hanne Fabricius Kåre Johannessen         | 4-3          |
| 4  | 1. marts 2017     | Vilhelm Lauritzen-terminalen | Cecilie Nielsen Kåre Johannessen   | Christian Donatzky Trine Halle           | 5-2          |
| 5  | 8. marts 2017     | Folketinget                  | Christian Donatzky Cecilie Nielsen | Hanne Fabricius Jakob Danneskiold-Samsøe | 4-3          |
| 6  | 15. marts 2017    | Børsen                       | Trine Halle Christian Donatzky     | Hanne Fabricius Kåre Johannessen         | 5-5          |
| 7  | 22. marts 2017    | Arbejdermuseet               | Hanne Fabricius Christian Donatzky | Cecilie Nielsen Kåre Johannessen         | 4-3          |
| 8  | 29. marts 2017    | Holmens skibe                | Trine Halle Kåre Johannessen       | Hanne Fabricius Jakob Danneskiold-Samsøe | 3-3          |
| 9  | 5. april 2017     | Rungstedlund                 | Trine Halle Kåre Johannessen       | Hanne Fabricius Christian Donatzky       | 5-5          |
| 10 | 26. december 2017 | Julespecial i Den Gamle By   | Hanne Fabricius Kåre Johannessen   | Trine Halle Brian Wiborg                 | 1-1          |

### Sæson 8
| Nr | Sendt første gang | Sted           | Blåt hold                           | Rødt hold                                | Slutstilling |
| 1  | 24. januar 2018   | Hanstholm      | Hanne Fabricius Kåre Johannessen    | Trine Halle Morten Hahn-Pedersen         | 4-3          |
| 2  | 31. januar 2018   | Nyborg slot    | Kåre Johannessen Trine Halle        | Hanne Fabricius Christian Donatzky       | 3-2          |
| 3  | 7. februar 2018   | Hjerl Hede     | Hanne Fabricius Christian Donatzky  | Kåre Johannessen Trine Halle             | 2-1          |
| 4  | 18. februar 2018  | Synagogen      | Kåre Johannessen Christian Donatzky | Hanne Fabricius Jakob Danneskiold-Samsøe | 5-4          |
| 5  | 21. februar 2018  | Jernbanemuseet | Hanne Fabricius Kåre Johannessen    | Christian Donatzky Trine Halle           | 3-1          |
| 6  | 28. februar 2018  | Gammel Estrup  | Hanne Fabricius Kåre Johannessen    | Christian Donatzky Trine Halle           | 3-5          |
| 7  | 7. marts 2018     | Marstal        | Cecilie Nielsen Kåre Johannessen    | Trine Halle Hanne Fabricius              | 3-3          |
| 8  | 14. marts 2018    | Kastellet      | Hanne Fabricius Kåre Johannessen    | Trine Halle Christian Donatzky           | 3-3          |

### Sæson 9
| Nr | Sendt første gang | Sted                            | Blåt hold                                | Rødt hold                          | Slutstilling |
| 1  | 13. marts 2019    | Andelslandsbyen                 | Trine Halle Christian Donatzky           | Hanne Fabricius Kåre Johannessen   | 3-4          |
| 2  | 14. marts 2019    | Rundetårn                       | Hanne Fabricius Kåre Johannessen         | Trine Halle Christian Donatzky     | 3-4          |
| 3  | 15. marts 2019    | Skibsklarerergården i Helsingør | Trine Halle Kåre Johannessen             | Hanne Fabricius Christian Donatzky | 4-4          |
| 4  | 18. marts 2019    | Amager Museum                   | Cecilie Nielsen Kåre Johannessen         | Trine Halle Hanne Fabricius        | 4-4          |
| 5  | 19. marts 2019    | Esrum Kloster                   | Christian Dinatzky Kåre Johannessen      | Trine Halle Hanne Fabricius        | 3-2          |
| 6  | 20. marts 2019    | Frederiksberg Slot              | Hanne Fabricius Jakob Danneskiold-Samsøe | Trine Halle Christian Donatzky     | 4-5          |